# Tour de France 2024/19. Etappe
Die 19. Etappe der Tour de France 2024 fand am 19. Juli 2024 statt. Sie führte des französischen Etappenrennen mit der Cime de la Bonette über den höchsten Punkt der 111. Austragung und endete mit der dritten Bergankunft. Der Start erfolgte in Embrun, ehe es über 144,6 Kilometer nach Isola 2000 ging, wo sich das Ziel auf einer Höhe von 2024 Metern befand. Zu Beginn der Etappe musste mit dem Col de Vars ein weiterer bekannter Alpenpass überquert werden. Nach der Etappe hatten die Fahrer 3330,8 Kilometer absolviert, was 95,24 % der Gesamtdistanz entspricht.
Der Etappensieg ging an den Slowenen Tadej Pogačar (UAE Team Emirates), der rund neun Kilometer vor dem Ziel im Schlussanstieg nach Isola 2000 angriff und die verbliebenen Fahrer der Ausreißergruppe einholte. Er gewann mit einem Vorsprung von 21 bzw. 40 Sekunden vor Matteo Jorgenson (Team Visma-Lease a Bike) und Simon Yates (Team Jayco AlUla) und baute somit seine Führung in der Gesamtwertung weiter aus.

## Streckenverlauf
Der neutralisierte Start erfolgte in Embrun auf der Avenue des Acacias unweit des Ufers des Lac de Serre-Ponçon. Nach wenigen Metern erreichten die Fahrer die D994H, auf der sie durch das Zentrum der Kleinstadt fuhren. Das Rennen wurde auf der D994H nach 3,3 Kilometern freigegeben.
Nach dem offiziellen Start führte die Strecke entlang der Durance in Richtung Norden, ehe in Guillestre der einzige Zwischensprint nach 21,1 Kilometern ausgefahren wurde. Kurz darauf begann die Nordauffahrt auf den Col de Vars (2109 m), die auf einer Länge von 18,8 Kilometern eine durchschnittliche Steigung von 5,7 % aufwies. Kurz vor Vars beinhaltete der Anstieg ein rund vier Kilometer langes Flachstück, das den Steigungsschnitt etwas verringert. Die Passhöhe wurde bei Kilometer 42,6 erreicht. Nach der anschließenden Abfahrt ging es von Saint-Paul-sur-Ubaye weiter abschüssig nach Jausiers, dem Ausgangspunkt der Auffahrt auf die Cime de la Bonette. Diese stellt mit einer Höhe von 2802 Metern den höchsten Punkt der 111. Austragung dar. Der 22,9 Kilometer lange Anstieg wies eine durchschnittliche Steigung von 6,9 % auf, wobei der letzte Kilometer vom Col de la Bonette (2715 m) mit 10,3 % im Schnitt auf die Passhöhe führte. Nach 87,5 Kilometern wurde hier eine Bergwertung hors catégorie abgenommen. Von der Cime de la Bonette mussten noch 57,1 Kilometer zurückgelegt werden. Die ersten 25 Kilometer führten bergab nach Saint-Étienne-de-Tinée, ehe die Fahrer der Tinée stromabwärts bis Isola folgten.
Die letzten 16,1 Kilometer führten über die M97 bei 7,1 % im Schnitt nach Isola 2000. Das Ziel befand sich auf einer Höhe von 2024 Metern. Die ersten beiden Kilometer wiesen Steigungen von mehr als 10 % auf, ehe vier flachere Kilometer bei rund 7 % folgten. Nach zwei weiteren steilen Kilometern flachte die Straße in der zweiten Hälfte des Anstiegs zusehends ab, wobei die Kilometerschnitte teilweise unter der 5-%-Marke lagen. Die Auffahrt war damit, im Gegensatz zur Ankunft im Jahr 1993, eine Bergwertung der 1. Kategorie.
|                              | Ort                         | Kilometer | Länge (km) | Höhe (m) | Ø Steigung | max. Steigung |
| ---------------------------- | --------------------------- | --------- | ---------- | -------- | ---------- | ------------- |
| neutralisierter Start        | Embrun (Avenue des Acacias) | −3,3      |            |          |            |               |
| offizieller Start            | Embrun (D944H)              | 0,0       |            |          |            |               |
| Zwischensprint               | Guillestre                  | 21,1      |            |          |            |               |
| Bergwertung (hors catégorie) | Col de Vars                 | 42,6      | 18,8       | 2109     | 5,7 %      |               |
| Bergwertung (hors catégorie) | Cime de la Bonette          | 87,5      | 22,9       | 2802     | 6,9 %      |               |
| Bergwertung (1. Kategorie)   | Isola 2000                  | 144,6     | 16,1       | 2024     | 7,1 %      |               |
| Ziel                         | Isola 2000                  | 144,6     |            |          |            |               |

## Rennverlauf
Mit Stefan Küng (Groupama-FDJ) und Jake Stewart (Israel-Premier Tech) gingen zwei Fahrer nicht an den Start der 19. Etappe. Nach rund vier Kilometern setzten sich 22 Fahrer vom Hauptfeld ab. Den Sprung in die Ausreißergruppe schafften folgende Mannschaften (geordnet nach dem bestplatzierten Fahrer in der Gesamtwertung): Matteo Jorgenson, Wilco Kelderman, Christophe Laporte (alle Visma-Lease a Bike), Ilan Van Wilder (Soudal Quick-Step), Jack Haig (Bahrain Victorious), Valentin Madouas (Groupama-FDJ), Warren Barguil, Oscar Onley (beide dsm-firmenich PostNL), Cristián Rodríguez (Arkéa-B&B Hotels), Nicolas Prodhomme (Decathlon AG2R La Mondiale), Michał Kwiatkowski (Ineos Grenadiers), Davide Formolo, Oier Lazkano (beide Movistar), Neilson Powless (EF Education-EasyPost), Jonas Abrahamsen, Magnus Cort Nielsen (beide Uno-X Mobility), Matteo Sobrero (Red Bull–Bora–Hansgrohe), Mathieu Burgaudeau, Anthony Turgis (beide TotalEnergies), Brent Van Moer (Lotto Dstny), Christopher Juul-Jensen (Jayco AlUla) und Bryan Coquard (Cofidis). Der bestplatzierte Matteo Jorgenson lag dabei auf dem 14. Gesamtrang und wies einen Rückstand von 22 Minuten und 18 Sekunden auf. Zudem stellte er mit Wilco Keldermann den wichtigsten Helfer von Jonas Vingegaard (Visma-Lease a Bike) in den Bergen dar.
Beim Zwischensprint in Guillestre holte sich Bryan Coquard die meisten Punkte und sicherte somit seinen dritten Platz in der Punktewertung ab. Für den führenden Biniam Girmay (Intermarché-Wanty) stellte er jedoch keine Bedrohung dar. Im Anstieg des Col de Vars zerfiel die Spitzengruppe und mit Simon Yates (Jayco AlUla), Richard Carapaz (EF Education-EasyPost) und Jai Hindley (Red Bull–Bora–Hansgrohe) stießen drei Fahrer hinzu, in der nun nur noch neun Fahrer verblieben waren. Aus der ursprünglichen Ausreißergruppe konnten sich nur Matteo Jorgenson, Wilco Kelderman, Ilan Van Wilder, Oscar Onley, Cristián Rodríguez und Nicolas Prodhomme an der Spitze des Rennens halten. Auch Egan Bernal (Ineos Grenadiers) versuchte die Lücke zu der Spitzengruppe zu schließen, was ihm jedoch nicht gelang. Auf der Passhöhe sicherte sich Richard Carapaz vor Matteo Jorgenson und Wilco Kelderman die meisten Punkte und rückte somit auf den dritten Gesamtrang der Bergwertung vor. Sein Rückstand auf den führenden Tadej Pogačar (UAE TEam Emirates), betrug zudem nur noch 20 Punkte. Das Peloton, in dem noch rund 40 Fahrer verblieben waren, erreichte die Passhöhe des Col de Vars mit einem Rückstand von rund drei Minuten. Im Anstieg der Cime de la Bonette, die mit einer Höhe von 2802 Metern den höchsten Punkt der 111. Austragung darstellte, fielen Oscar Onley, Nicolas Prodhomme und Ilan Van Wilder aus der Spitzengruppe zurück, womit noch sechs Fahrer an der Spitze des Rennens verblieben. Richard Carapaz überquerte das Dach der Tour als Erster und sicherte sich so 40 Punkte, da auf der Passhöhe die doppelte Anzahl an Punkten vergeben wurde. Er rückte somit auf den ersten Platz in der Sonderwertung vor. Im Hauptfeld verlor Felix Gall (Decathlon AG2R La Mondiale) bereits rund 70 Kilometer vor dem Ziel den Kontakt und büßte viel Zeit im Gesamtklassement ein. Die Tempoarbeit hatte unterdessen das UAE Team Emirates übernommen, das weiterhin mit fünf Fahrern im stark dezimierten Hauptfeld vertreten war.
Die Ausreißer nahmen den Schlussanstieg nach Isola 2000 mit einem Vorsprung von rund dreieinhalb Minuten in Angriff. 13 Kilometer vor dem Ziel trat Matteo Jorgenson an und distanzierte seine ehemaligen Fluchtgefährten. Dahinter übernahm Adam Yates (UAE Team Emirates) die Tempoarbeit im Hauptfeld, nachdem seine Teamkollegen Pavel Sivakov und Marc Soler zurückgefallen waren. Der Brite reduzierte den Vorsprung von Matteo Jorgenson auf rund drei Minuten und distanzierte dabei auch den Gesamtsechsten Carlos Rodríguez (Ineos Grenadiers). Rund neun Kilometer vor dem Ziel verblieben in der Gruppe um den gesamtführenden Tadej Pogačar nur noch sieben Fahrer, ehe der Slowene angriff und rasch eine kleine Lücke herausfahren konnte. Mit einem kleinen Rückstand folgten Jonas Vingegaard und Remco Evenepoel (Soudal Quick-Step), wobei der erstgenannte Däne am Hinterrad des Belgiers blieb. Tadej Pogačar holte die zurückgefallenen Fahrer der Ausreißergruppe ein und schloss rund zwei Kilometer vor dem Ziel zu Matteo Jorgenson auf, den er nach einem weiteren Antritt distanzierte. Schlussendlich gewann er die Etappe mit einem Vorsprung von 21 Sekunden vor dem US-Amerikaner, ehe Simon Yates das Ziel mit einem Rückstand von 40 Sekunden als Dritter erreichte. Richard Carapaz überquerte den Zielstrich als Vierter und holte somit wichtige Punkte im Kampf um die Bergwertung. Hinter dem Ecuadorianer folgten Remco Evenepoel und Jonas Vingegaard mit einem Rückstand von einer Minute und 42 Sekunden, womit Tadej Pogačar seinen Vorsprung in der Gesamtwertung deutlich ausbauen konnte. João Almeida (UAE Team Emirates) und Mikel Landa (Soudal Quick-Step) wiesen im Ziel einen Rückstand von zwei Minuten auf, während Carlos Rodríguez drei Minuten und 56 Sekunden einbüßte.
In der Gesamtwertung baute Tadej Pogačar seinen Vorsprung auf fünf Minuten und drei Sekunden aus. Dahinter folgten weiterhin Jonas Vingegaard und Remco Evenepoel, wobei letzterer nach wie vor die Nachwuchswertung anführte und bereits sieben Minuten und eine Sekunde zurücklag. Der Gesamtvierte João Almeida wies bereits einen Rückstand von 15 Minuten und sieben Sekunden auf. Matteo Jorgenson schaffte nach seinem Fluchtversuch den Sprung in die Top 10 und rückte auf den neunten Gesamtrang vor. Der US-Amerikaner lag somit eine Position hinter dem Kanadier Derek Gee (Israel-Premier Tech), der sich auf den achten Gesamtrang verbesserte. Giulio Ciccone (Lidl-Trek) rutschte vom achten auf den zehnten Rang ab, während Santiago Buitrago (Bahrain Victorious) aus den Top 10 fiel. In der Bergwertung übernahm Richard Carapaz die Führung und lag nun 14 Punkte vor Tadej Pogačar. Weiters wurde der Ecuadorianer zum kämpferischsten Fahrer gewählt. Biniam Girmay erreichte das Ziel im vorgegebenen Zeitlimit und verteidigte somit das Grüne Trikot des führenden in der Punktewertung. In der Mannschaftswertung blieb weiterhin das UAE Team Emirates an der Spitze. Neben den beiden nicht-Startern verließen auch Nils Eekhoff (dsm-firmenich PostNL) und Arnaud Démare (Arkéa-B&B Hotels) die Rundfahrt, wobei Letzterer das Zeitlimit überschritt. Somit verblieben noch 141 Fahrer im Rennen.

## Ergebnis
| \| Etappenergebnis \| Etappenergebnis \| Etappenergebnis \| Etappenergebnis \| Etappenergebnis \| \| Fahrer \| Fahrer \| Land \| Team \| Zeit \| \| --------------- \| ---------------- \| ---------------------- \| -------------------------- \| --------------- \| \| 1. \| Tadej Pogačar \| Slowenien \| UAE Team Emirates \| 4 h 04 min 03 s \| \| 2. \| Matteo Jorgenson \| Vereinigte Staaten \| Team Visma \\| Lease a Bike \| + 21 s \| \| 3. \| Simon Yates \| Vereinigtes Königreich \| Team Jayco AlUla \| + 40 s \| \| 4. \| Richard Carapaz \| Ecuador \| EF Education-EasyPost \| + 1 min 11 s \| \| 5. \| Remco Evenepoel \| Belgien \| Soudal Quick-Step \| + 1 min 42 s \| \| 6. \| Jonas Vingegaard \| Dänemark \| Team Visma \\| Lease a Bike \| + 1 min 42 s \| \| 7. \| João Almeida \| Portugal \| UAE Team Emirates \| + 2 min 00 s \| \| 8. \| Mikel Landa \| Spanien \| Soudal Quick-Step \| + 2 min 00 s \| \| 9. \| Wilco Kelderman \| Niederlande \| Team Visma \\| Lease a Bike \| + 2 min 52 s \| \| 10. \| Derek Gee \| Kanada \| Israel-Premier Tech \| + 3 min 27 s \| |                  |                        |                            |                 |
| |                  |                        |                            |                 |
| Quellen: ProCyclingStats Cycling Quotient |                  |                        |                            |                 |
| Etappenergebnis |                  |                        |                            |                 |
| Fahrer | Fahrer           | Land                   | Team                       | Zeit            |
| 1. | Tadej Pogačar    | Slowenien              | UAE Team Emirates          | 4 h 04 min 03 s |
| 2. | Matteo Jorgenson | Vereinigte Staaten     | Team Visma \| Lease a Bike | + 21 s          |
| 3. | Simon Yates      | Vereinigtes Königreich | Team Jayco AlUla           | + 40 s          |
| 4. | Richard Carapaz  | Ecuador                | EF Education-EasyPost      | + 1 min 11 s    |
| 5. | Remco Evenepoel  | Belgien                | Soudal Quick-Step          | + 1 min 42 s    |
| 6. | Jonas Vingegaard | Dänemark               | Team Visma \| Lease a Bike | + 1 min 42 s    |
| 7. | João Almeida     | Portugal               | UAE Team Emirates          | + 2 min 00 s    |
| 8. | Mikel Landa      | Spanien                | Soudal Quick-Step          | + 2 min 00 s    |
| 9. | Wilco Kelderman  | Niederlande            | Team Visma \| Lease a Bike | + 2 min 52 s    |
| 10. | Derek Gee        | Kanada                 | Israel-Premier Tech        | + 3 min 27 s    |

## Gesamtstände
| \| Gesamtwertung \| Gesamtwertung \| Gesamtwertung \| Gesamtwertung \| Gesamtwertung \| \| Fahrer \| Fahrer \| Land \| Team \| Zeit \| \| ------------- \| ---------------- \| ---------------------- \| -------------------------- \| ---------------- \| \| 1. \| Tadej Pogačar \| Slowenien \| UAE Team Emirates \| 78 h 49 min 20 s \| \| 2. \| Jonas Vingegaard \| Dänemark \| Team Visma \\| Lease a Bike \| + 5 min 03 s \| \| 3. \| Remco Evenepoel \| Belgien \| Soudal Quick-Step \| + 7 min 01 s \| \| 4. \| João Almeida \| Portugal \| UAE Team Emirates \| + 15 min 07 s \| \| 5. \| Mikel Landa \| Spanien \| Soudal Quick-Step \| + 15 min 34 s \| \| 6. \| Carlos Rodríguez \| Spanien \| Ineos Grenadiers \| + 17 min 36 s \| \| 7. \| Adam Yates \| Vereinigtes Königreich \| UAE Team Emirates \| + 19 min 18 s \| \| 8. \| Derek Gee \| Kanada \| Israel-Premier Tech \| + 21 min 52 s \| \| 9. \| Matteo Jorgenson \| Vereinigte Staaten \| Team Visma \\| Lease a Bike \| + 22 min 43 s \| \| 10. \| Giulio Ciccone \| Italien \| Lidl-Trek \| + 22 min 46 s \| |                  |                        |                            |                  |
| |                  |                        |                            |                  |
| Quellen: ProCyclingStats Cycling Quotient |                  |                        |                            |                  |
| Gesamtwertung |                  |                        |                            |                  |
| Fahrer | Fahrer           | Land                   | Team                       | Zeit             |
| 1. | Tadej Pogačar    | Slowenien              | UAE Team Emirates          | 78 h 49 min 20 s |
| 2. | Jonas Vingegaard | Dänemark               | Team Visma \| Lease a Bike | + 5 min 03 s     |
| 3. | Remco Evenepoel  | Belgien                | Soudal Quick-Step          | + 7 min 01 s     |
| 4. | João Almeida     | Portugal               | UAE Team Emirates          | + 15 min 07 s    |
| 5. | Mikel Landa      | Spanien                | Soudal Quick-Step          | + 15 min 34 s    |
| 6. | Carlos Rodríguez | Spanien                | Ineos Grenadiers           | + 17 min 36 s    |
| 7. | Adam Yates       | Vereinigtes Königreich | UAE Team Emirates          | + 19 min 18 s    |
| 8. | Derek Gee        | Kanada                 | Israel-Premier Tech        | + 21 min 52 s    |
| 9. | Matteo Jorgenson | Vereinigte Staaten     | Team Visma \| Lease a Bike | + 22 min 43 s    |
| 10. | Giulio Ciccone   | Italien                | Lidl-Trek                  | + 22 min 46 s    |

| Punktewertung | Punktewertung    | Punktewertung | Punktewertung              | Punktewertung |
| Fahrer        | Fahrer           | Land          | Team                       | Punkte        |
| ------------- | ---------------- | ------------- | -------------------------- | ------------- |
| 1.            | Biniam Girmay    | Eritrea       | Intermarché-Wanty          | 387 P.        |
| 2.            | Jasper Philipsen | Belgien       | Alpecin-Deceuninck         | 354 P.        |
| 3.            | Bryan Coquard    | Frankreich    | Cofidis                    | 208 P.        |
| 4.            | Anthony Turgis   | Frankreich    | TotalEnergies              | 180 P.        |
| 5.            | Arnaud De Lie    | Belgien       | Lotto Dstny                | 161 P.        |
| 6.            | Tadej Pogačar    | Slowenien     | UAE Team Emirates          | 156 P.        |
| 7.            | Wout van Aert    | Belgien       | Team Visma \| Lease a Bike | 152 P.        |
| 8.            | Jonas Abrahamsen | Norwegen      | Uno-X Mobility             | 149 P.        |
| 9.            | Remco Evenepoel  | Belgien       | Soudal Quick-Step          | 123 P.        |
| 10.           | Pascal Ackermann | Deutschland   | Israel-Premier Tech        | 118 P.        |

| Bergwertung | Bergwertung      | Bergwertung            | Bergwertung                | Bergwertung |
| Fahrer      | Fahrer           | Land                   | Team                       | Punkte      |
| ----------- | ---------------- | ---------------------- | -------------------------- | ----------- |
| 1.          | Richard Carapaz  | Ecuador                | EF Education-EasyPost      | 101 P.      |
| 2.          | Tadej Pogačar    | Slowenien              | UAE Team Emirates          | 87 P.       |
| 3.          | Jonas Vingegaard | Dänemark               | Team Visma \| Lease a Bike | 59 P.       |
| 4.          | Matteo Jorgenson | Vereinigte Staaten     | Team Visma \| Lease a Bike | 53 P.       |
| 5.          | Remco Evenepoel  | Belgien                | Soudal Quick-Step          | 44 P.       |
| 6.          | Oier Lazkano     | Spanien                | Movistar Team              | 41 P.       |
| 7.          | Jonas Abrahamsen | Norwegen               | Uno-X Mobility             | 36 P.       |
| 8.          | Wilco Kelderman  | Niederlande            | Team Visma \| Lease a Bike | 36 P.       |
| 9.          | David Gaudu      | Frankreich             | Groupama-FDJ               | 30 P.       |
| 10.         | Simon Yates      | Vereinigtes Königreich | Team Jayco AlUla           | 30 P.       |

| Nachwuchswertung | Nachwuchswertung           | Nachwuchswertung       | Nachwuchswertung           | Nachwuchswertung  |
| Fahrer           | Fahrer                     | Land                   | Team                       | Zeit              |
| ---------------- | -------------------------- | ---------------------- | -------------------------- | ----------------- |
| 1.               | Remco Evenepoel            | Belgien                | Soudal Quick-Step          | 78 h 56 min 21 s  |
| 2.               | Carlos Rodríguez           | Spanien                | Ineos Grenadiers           | + 10 min 35 s     |
| 3.               | Matteo Jorgenson           | Vereinigte Staaten     | Team Visma \| Lease a Bike | + 15 min 42 s     |
| 4.               | Santiago Buitrago          | Kolumbien              | Bahrain Victorious         | + 15 min 55 s     |
| 5.               | Ben Healy                  | Irland                 | EF Education-EasyPost      | + 1 h 18 min 02 s |
| 6.               | Javier Romo                | Spanien                | Movistar Team              | + 1 h 19 min 45 s |
| 7.               | Ilan Van Wilder            | Belgien                | Soudal Quick-Step          | + 1 h 24 min 24 s |
| 8.               | Jordan Jegat               | Frankreich             | TotalEnergies              | + 1 h 41 min 50 s |
| 9.               | Tobias Halland Johannessen | Norwegen               | Uno-X Mobility             | + 2 h 04 min 54 s |
| 10.              | Oscar Onley                | Vereinigtes Königreich | Team dsm-firmenich PostNL  | + 2 h 15 min 06 s |

| Mannschaftswertung | Mannschaftswertung         | Mannschaftswertung           | Mannschaftswertung |
| Team               | Team                       | Land                         | Zeit               |
| ------------------ | -------------------------- | ---------------------------- | ------------------ |
| 1.                 | UAE Team Emirates          | Vereinigte Arabische Emirate | 236 h 59 min 06 s  |
| 2.                 | Team Visma \| Lease a Bike | Niederlande                  | + 27 min 25 s      |
| 3.                 | Soudal Quick-Step          | Belgien                      | + 1 h 12 min 07 s  |
| 4.                 | Ineos Grenadiers           | Vereinigtes Königreich       | + 1 h 12 min 52 s  |
| 5.                 | Lidl-Trek                  | Vereinigte Staaten           | + 2 h 01 min 25 s  |
| 6.                 | Movistar Team              | Spanien                      | + 2 h 25 min 57 s  |
| 7.                 | Bahrain Victorious         | Bahrain                      | + 3 h 04 min 13 s  |
| 8.                 | EF Education-EasyPost      | Vereinigte Staaten           | + 3 h 06 min 20 s  |
| 9.                 | Red Bull-Bora-Hansgrohe    | Deutschland                  | + 3 h 07 min 22 s  |
| 10.                | Israel-Premier Tech        | Israel                       | + 3 h 36 min 25 s  |

## Ausgeschiedene Fahrer
- Arnaud Démare (Arkéa-B&B Hotels): Zeitlimit überschritten
- Nils Eekhoff (Team dsm-firmenich PostNL): wegen Erschöpfung aufgegeben
- Stefan Küng (Groupama-FDJ): nicht gestartet
- Jake Stewart (Israel-Premier Tech): nicht gestartet[4]

## Trivia
Tadej Pogačar absolvierte die Schlusssteigung von Isola 2000 in einer neuen Rekordzeit von 38 Minuten und 10 Sekunden (25,3 km/h im Schnitt) und unterbot die Zeiten von Miguel Indurain und Tony Rominger aus dem Jahr 1993 um vier Minuten.